# Seznam korpusov Korpusa mornariške pehote Združenih držav Amerike
Seznam korpusov Korpusa mornariške pehote ZDA.

## Trenutni
- I. marinska eskpedicijska sila
- II. marinska eskpedicijska sila
- III. marinska eskpedicijska sila

## Razpuščeni
- I. marinski amfibicijski korpus
- III. amfibicijski korpus
- V. amfibicijski korpus